# ادوارد و خانم سیمپسون
ادوارد و خانم سیمپسون (انگلیسی: Edward & Mrs. Simpson) یک مجموعه تلویزیونی هفت قسمتی بریتانیایی است که در سال ۱۹۷۸ منتشر شد. این سریال دربارهٔ وقایعی است که در نهایت به کناره‌گیری ادوارد هشتم از سلطنت در سال ۱۹۳۶ منتهی شد که به‌خاطر ازدواج با زنی آمریکایی به نام والیس سیمپسون که پیش‌تر ۲ بار طلاق گرفته بود، پادشاهی را کنار گذاشت.

## بازیگران
- ادوارد فاکس در نقش ادوارد هشتم
- سینتیا هریس در نقش والیس سیمپسون
- دیوید والر در نقش استنلی بالدوین
- پگی اشکرافت در نقش ماری تک
- ماریوس گورینگ در نقش جرج پنجم
- شرلی لانگی در نقش تلما فرنیس، وایکاونتس فرنیس
- اندرو ری در نقش جرج ششم
- آماندا رایس در نقش الیزابت، شهبانوی مادر
- موریس دنهام در نقش کوسمو گوردون لانگ اسقف اعظم کانتربری
- پاتریک تراتون در نقش کلمنت اتلی
- پاتریشا هاج در نقش لیدی دیانا کوپر
- تونی چرچ در نقش ساموئل هوار
- ونزلی پیتی در نقش وینستون چرچیل
- هیو فریزر در نقش آنتونی ایدن
- نایجل هاثورن
- کیکا مارکهام
- جسی متیوز
- چارلز کیتینگ
- جان شاراپنل
- السی راندولف
- بسی لاو